# Eugen Maersk
Eugen Maersk là một tàu công-ten-nơ sở hữu bởi công ty vận chuyển Maersk Đan Mạch. Đây là con tàu thứ 8 và mới nhất của bộ 8 chiếc tàu Maersk PS-Class, được đóng năm 2008, Eugen Maersk và chiếc tàu thứ 7 trong bộ là những chiếc tàu công-ten-nơ lớn nhất hiện giờ, và một trong những chiếc tàu dài nhất còn đang được sử dụng. Nó có thể chuyên chở 11,000 công ten nơ theo chuẩn TEU; và theo một số đánh giá thì số lượng công-ten-nơ nó có thể chở là 13,500. Đánh giá này dựa trên không gian vật lý, không dựa trên trọng lượng. Tàu dài 397m, chiều ngang tàu 56 m, và tàu có [DWT] là 156,907.

## Những tàu cùng bộ
- 2007 	Ebba Mærsk
- 2007 	Edith Mærsk
- 2007 	Eleonora Mærsk
- 2007 	Elly Mærsk
- 2006 	Emma Mærsk
- 2006 	Estelle Mærsk
- 2008 	Eugen Mærsk
- 2007 	Evelyn Mærsk